# Fès-Boulemane
Fès-Boulemane (arabisch جهة فاس بولمان, Zentralatlas-Tamazight ⵜⴰⵎⵏⴰⴹⵜ ⵏ ⴼⴰⵙ ⴱⵓⵍⵎⴰⵏ Tamnaḍt n Fas Bulman) war bis zur Verwaltungsreform von 2015 eine der 16 Regionen Marokkos und lag im Norden des Königreichs. Im gesamten Gebiet von Fès-Boulemane lebten 1.573.055 Menschen (Stand 2004) auf einer Fläche von insgesamt 19.795 km². Die Hauptstadt der Region war Fès.
Die Region bestand aus folgenden Provinzen:
- Boulemane
- Fès
- Moulay Yacoub
- Sefrou

Seit 2015 gehören alle vier Provinzen zur Region Fès-Meknès.